# Степановское сельское поселение (Томская область)
Степановское се́льское поселе́ние — муниципальное образование в Верхнекетском районе Томской области Российской Федерации.
Административный центр — посёлок Степановка.

## История
Статус и границы сельского поселения установлены Законом Томской области от 10 сентября 2004 года № 199-ОЗ О наделении статусом муниципального района, поселения (городского, сельского) и установлении границ муниципальных образований на территории Верхнекетского района.

## Население
| 2002  | 2010  | 2012  | 2013  | 2014  | 2015  | 2016  |
| ----- | ----- | ----- | ----- | ----- | ----- | ----- |
| 2405  | ↘2348 | ↘2259 | ↘2196 | ↘2180 | ↘2165 | ↘2112 |
| 2017  | 2018  | 2019  | 2020  | 2021  |       |       |
| ↘2084 | ↘2078 | ↘2048 | ↘2031 | ↘1971 |       |       |

## Состав сельского поселения
| № | Населённый пункт | Тип населённого пункта          | Население |
| - | ---------------- | ------------------------------- | --------- |
| 1 | Максимкин Яр     | деревня                         | ↘1        |
| 2 | Степановка       | посёлок, административный центр | ↘1970     |

## Местное самоуправление
Глава поселения — Михаил Сергеевич Целищев.